# Министерства КНР
Министерства КНР — министерства, входящие в структуру Государственного совета КНР.

## Список органов исполнительной власти Китайской Народной Республики
В соответствии с Уведомлением Государственного совета КНР "Об организационной структуре", опубликованным 22 марта 2018 г., был определён новый перечень министерств и ведомств исполнительной ветви власти Китайской Народной Республики. В соответствии с Уведомлением при Госсовете КНР функционирует 21 министерство, а также Канцелярия Государственного совета КНР:
1. Канцелярия Государственного совета
2. Министерство иностранных дел
3. Министерство национальной обороны
4. Министерство образования
5. Министерство науки и технологий
6. Министерство промышленности и информатизации
7. Министерство общественной безопасности
8. Министерство государственной безопасности
9. Министерство гражданской администрации
10. Министерство юстиции
11. Министерство финансов
12. Министерство трудовых ресурсов и социального обеспечения
13. Министерство природных ресурсов (переформировано из Министерства государственных земельных и природных ресурсов)
14. Министерство экологии и окружающей среды (переформировано из Министерства охраны окружающей среды)
15. Министерство жилья, городского и сельского строительства
16. Министерство транспорта
17. Министерство водного хозяйства
18. Министерство сельского хозяйства и сельских дел (переформировано из Министерства сельского хозяйства)
19. Министерство коммерции
20. Министерство культуры и туризма (переформировано из Министерства культуры)
21. Министерство по делам ветеранов (впервые сформировано)
22. Министерство по управлению в чрезвычайных ситуациях (впервые сформировано)

Также при Государственном совете КНР действуют 19 ведомств прямого подчинения:
1. Главное государственное управление
2. Государственный комитет по развитию и реформе
3. Государственный комитет контроля (переформирован из Министерства контроля)
4. Главное государственное налоговое управление
5. Главное государственное управление по регулированию рыночной деятельности (переформировано из Главного государственного управления торгово-промышленной администрации), которому подчинены следующие ведомства:
  - Государственное управление по контролю качества медикаментов
  - Государственное управление по делам интеллектуальной собственности
  - Государственный комитет по безопасности продуктов питания
  - Антимонопольный комитет Государственного совета КНР
6. Государственное статистическое управление
7. Государственное управление по развитию международного сотрудничества
8. Государственный комитет по делам национальностей
9. Государственный комитет здравоохранения (переформирован из Государственного комитета здравоохранения и планирования рождаемости)
10. Главное управление по делам медицинского обеспечения
11. Государственное ревизионное управление
12. Главное таможенное управление
13. Главное государственное управление по делам радио и телевидения (переформировано из Главного государственного управления по делам прессы, печати, кинематографии, радио и телевещания)
14. Главное государственное управление по делам спорта
15. Народный банк Китая
16. Комиссия по регулированию банковской и страховой деятельности (переформирована из Комиссии по регулированию банковской деятельности и Комиссии по регулированию страхования)
17. Комиссия по регулированию рынка ценных бумаг
18. Бюро советников Государственного совета КНР
19. Управление по делам органов Государственного совета КНР

Кроме того, создано Государственное управление по делам иммиграции, которое подчинено Министерству общественной безопасности.

## Упразднённые ведомства
В соответствии с Уведомлением также были упразднены следующие органы власти:
1. Государственное управление по делам иностранных экспертов (полномочия переданы Министерству науки и технологий)
2. Политико-правовая канцелярия Государственного совета КНР (полномочия переданы Министерству юстиции)

Ранее, в марте 2013 года были расформированы Министерство железных дорог, Министерство здравоохранения и Государственный комитет по плановому деторождению.